# Terrarium: Live in Bydgoszcz
Terrarium: Live in Bydgoszcz – album muzyczny zrealizowana na podstawie scenariusza i widowiska muzyczno – teatralnego w formie oratoryjnej Teatru Tworzenia – Jarosława Pijarowskiego zatytułowanego: „Terrarium  (Quo Vadis Homo?)”.  Całość została nagrana i zmiksowana  przez Marka Maciejewskiego ze Studia Realizacji Dźwiękowych Mózg wraz z autorem w specjalnej formie obejmującej fragmenty premierowego wykonania dzieła, które miało miejsce w Kościele św. Andrzeja Boboli w Bydgoszczy (widowisko odbyło się 30 czerwca 2012 r.).

## Premiera
Płyta  została wydana wraz z „Terrarium: Organ Works” jako album dwupłytowy w kwietniu 2013 r..

## Lista utworów
Płyta składa się z jednego utworu (miks)  – 57:28

## Skład
Źródło: 

- Józef Skrzek – muzyka
- Jarosław Pijarowski – scenariusz, reżyseria, autor tekstów, muzyka, lektor, rola teatralna
- Eurazja Srzednicka – partie wokalne, lektor; rola teatralna
- Arsene Ngande Tionang CSSp Kamerun – lektor, rola teatralna
- Zdzisław Pająk – spiker radiowy

Chór Via Musica w składzie
- Dyrygent:  Bogdan Żywek
- Sopran: Jolanta Węgiełek, Elżbieta Olszewska-Serafinowicz, Joanna Kozłowska,Elżbieta Dzierżanowski
- Alt: Hanna Samul, Hanna Żołek, Beata Salwa, Marianna Legat, Barbara Bączkiewicz
- Tenor: Waldemar Salwa, Marcin Kozłowski, Henryk Jastrzębski, Krzysztof Bączkiewicz
- Bas: Tadeusz Salwa, Jacek Węgiełek, Sławomir Legat, Zdzisław Organistko

### Gościnnie
Paweł Dziewiątkowski,  Paulina Dziewiątkowska, Zachariasz Teresiński, Sandra Damska, Michał Galicki

## Informacje dodatkowe
- Opracowanie i przygotowanie chóru: Sławomir Łobaczewski i Jarosław Pijarowski
- Konsultacje języka łacińskiego: ks. Tadeusz Kołosowski SDB
- Obraz olejny na desce  (55x 55 cm) namalowany specjalnie dla tego wydawnictwa  – „Terrarium I”– Marek Ronowski
- Projekt graficzny płyty: Katarzyna Wolska, Marek Ronowski, Jarosław Pijarowski
- Album został wydany w ilości 250 numerowanych egzemplarzy
- Producent albumu: Legacy Records, Brain Active Records & Bogusław Raatz